# داگلاس سی-۱۳۳ کارگومستر
داگلاس سی-۱۳۳ کارگومستر (به انگلیسی: Douglas C-133 Cargomaster) یک هواپیمای ساختِ کارخانهٔ شرکت هواپیماسازی داگلاس در کشور ایالات متحده آمریکا است که در سال ۱۹۵۶–۱۹۶۱ ساخته شد. نخستین استفاده‌کنندهٔ این هواپیما نیروی هوایی ایالات متحده آمریکا بوده‌است. این هواپیما برای نخستین بار در ۲۳ آوریل ۱۹۵۶ میلادی مورد استفاده قرار گرفت.